# テージー
テージー株式会社は、日本の文具メーカー。
本社は東京都台東区浅草橋。事務用のファイルや家庭用のアルバムなどを手掛ける。ブランド名はTEJI。業界で初めてクリアポケットホルダー「ニューホルダー」を開発した企業でもあり、その技術を応用してコレクションアルバムを開発した。これらは切手ブームやコイン収集ブームの時に大きく採り上げられ、同社が飛躍するきっかけとなった。現在では、木製品や紙製品など「趣味・収集」をメインとした製品やオーダーメイド製品作製なども行っている。また、観光地で発行されている「記念メダル」専用のアルバムを製造元の企業とコラボして発売するなど、コレクションに特化した製品開発が盛んにおこなわれている。

## 主な商品
- クリアポケットホルダー
- 各種ファイル
- コレクションアルバム
- 木製品、紙製品

ほか